# A-1 Pictures
株式會社A-1 Pictures（日語：エー・ワン・ピクチャーズ，簡稱A1P）為日本Aniplex所屬製作動畫的子公司，於2005年5月9日成立。日本動畫協會正式會員。

## 概要、沿革
2005年，日本索尼音樂的旗下企業Aniplex希望更有效發展動畫製作業務，決意成立一間穩定和高品質的公司，A-1 Pictures就此正式成立。公司名称的由来结合了三个词：“Aniplex”、“Animation”和“Asagaya”，灵感来源于成为动画领域第一的愿望。
2006年，與另一家動畫公司Noside共同製作的動畫《發條武士》在電視上播出之後，便立即投入獨立製作。同年10月，A-1 Pictures總部遷往在東京都杉並區的阿佐谷工作室。2007年，由A-1 Pictures獨立製作的第一部電視動畫《王牌投手 振臂高揮》播出。
2011年，以偶像為題材的電玩遊戲系列原作的改編作品《偶像大師》於同年7月播出的之後，榮獲『Newtype×Machi☆Asobi動畫獎2011』的CM部門獎、『Newtype×Machi☆Asobi動畫獎2012』的導演獎和腳本獎等7個部門，並擠進排行榜上的前2名。2014年在劇院上映的劇場版獲得了『Newtype×Machi☆Asobi動畫獎2014』的工作室獎和導演獎等6個部門多種獎項。2015年，又再度獲得了『Newtype×Machi☆Asobi動畫獎2015』的工作室獎。同年1月，《偶像大師》推出的另一部電玩遊戲系列原作的改編作品《偶像大師 灰姑娘女孩》的電視動畫播出之後入圍人物設計獎。同時，另一部與TROYCA共同製作的原創動畫《ALDNOAH.ZERO》入圍機械設計獎和音效獎。並達成4冠紀錄的成果。
2012年，同樣位於東京都杉並區的高圓寺工作室正式啟用。
2018年4月1日，高圆寺工作室改名CloverWorks，成为新品牌。同年10月1日，CloverWorks從A-1 Pictures獨立。
由於有Aniplex的大量資金和周邊媒體業務支持，A-1 Pictures發展明顯較其他動畫公司順利。但如成立初衷般壯大過後，內部運行開始偏向流水作業，偶然會出現Aniplex拿下作品改篇權後沒有接手公司，而急於交予本公司完成的狀況。不同製作人並沒有統一的管理風格，所管理的生產線與人脈關係亦極為分明，導致同社作品待遇和表現可以差天共地。

### 合作
该公司参与制作的动画中，有多个作品舞台包括埼玉县（如《未闻花名》、《四月是你的谎言》等），故有时会与在埼玉县西部和东京都经营铁路的西武铁道展开合作企划。

## 作品一覽

### 電視動畫
1. 粗體字表示說明播出至今的作品。
2. 未标示西元年者说明此作于該年度之內播畢。

2000年代
- 發條武士（日语：ぜんまいざむらい）（與Noside（日语：ノーサイド (企業)）共同製作，2006年－2009年）
- 王牌投手 振臂高揮系列
  - 王牌投手 振臂高揮（おおきく振りかぶって）（2007年）
  - 王牌投手 振臂高揮 夏日大會篇（おおきく振りかぶって 〜夏の大会編〜）（2010年）
- 羅比與克羅比（日语：ロビーとケロビー）（2007年）
- 女神異聞錄 ～三位一體之魂～（PERSONA -trinity soul-）（2008年）
- 鐵腕女警 DECODE（日语：鉄腕バーディー）系列
  - 鐵腕女警 DECODE（2008年）
  - 鐵腕女警 DECODE:02（2009年）
- 神薙（2008年）
- 絶対やれるギリシャ神話（日语：絶対やれるギリシャ神話）（與Noside共同製作，2008年）
- 黑執事系列
  - 黑執事（2008年）
  - 黑執事2（2010年）
  - 黑執事 Book of Circus（2014年）
- 戰場女武神（戦場のヴァルキュリア）（2009年）
- 魔導少年系列（FAIRY TAIL）
  - 第1期（與SATELIGHT共同製作，2009年－2013年）
  - 第2期（與Bridge共同製作，2014年－2016年）
  - 第3期（與Bridge共同製作，2018年）

2010年
- 動畫的力量系列（アニメノチカラ）
  - 空·之·音（ソ・ラ・ノ・ヲ・ト）
  - 閃光的夜襲（閃光のナイトレイド）
  - 世紀末超自然學院（世紀末オカルト学院）
- 迷糊餐廳系列（WORKING!!）
  - WORKING!!
  - WORKING'!!（2011年）
  - WORKING!!!（2015年）
- 咎狗之血（咎狗の血）

2011年
- 碎之星（フラクタル）
- 青之驅魔師系列
  - 青之驅魔師（青の祓魔師）
  - 青之驅魔師 京都不淨王篇（青の祓魔師 京都不浄王篇）（2017年）
- 我們仍未知道那天所看見的花的名字。（あの日見た花の名前を僕達はまだ知らない。）
- 歌之王子殿下系列（うたの☆プリンスさまっ♪）
  - 歌之王子殿下♪ MAJI LOVE1000%（うたの☆プリンスさまっ♪ マジLOVE1000%）
  - 歌之王子殿下♪ MAJI LOVE2000%（うたの☆プリンスさまっ♪ マジLOVE2000%）（2013年）
  - 歌之王子殿下♪ 真愛革命（うたの☆プリンスさまっ♪ マジLOVEレボリューションズ）（2015年）
  - 歌之王子殿下 真愛Legend Star（うたの☆プリンスさまっ♪ マジLOVEレジェンドスター）（2016年）
- 偶像大師（THE IDOLM@STER）

2012年
- 宇宙兄弟（2012年－2014年）
- 釣球
- 刀劍神域系列（ソードアート・オンライン）
  - 刀劍神域
  - 刀劍神域II（2014年）
  - 刀劍神域 Alicization（2018年）
- 超速變形螺旋傑特（超速変形ジャイロゼッター）（2012年－2013年）
- 來自新世界（新世界より）（2012年－2013年）
- MAGI魔奇少年系列（マギ The Labyrinth of Magic）
  - 第1期（2012年－2013年）
  - 第2期（2013年－2014年）

2013年
- 我女友與青梅竹馬的慘烈修羅場（俺の彼女と幼なじみが修羅場すぎる）
- Vividred Operation（ビビッドレッド・オペレーション）
- 我的妹妹哪有這麼可愛。（俺の妹がこんなに可愛いわけがない。）
- SERVANT×SERVICE（サーバント×サービス）
- 銀之匙 Silver Spoon系列（銀の匙 Silver Spoon）
  - 第1期
  - 第2期（2014年）
- 伽利略少女（ガリレイドンナ）

2014年
- 世界征服 謀略之星（世界征服〜謀略のズヴィズダー〜）
- 龍孃七七七埋藏的寶藏（龍ヶ嬢七々々の埋蔵金）
- ALDNOAH.ZERO系列（アルドノア・ゼロ）（與TROYCA共同製作）
  - 第1期
  - 第2期（2015年）
- 女神異聞錄4黃金版（Persona4 the Golden ANIMATION）
- 神偷怪盜1412（まじっく快斗1412）（2014年－2015年）
- 四月是你的謊言（四月は君の嘘）（2014年－2015年）
- 七大罪系列（七つの大罪）
  - 七大罪（2014年－2015年）
  - 七大罪 聖戰的預兆（2016年）
  - 七大罪 戒律的復活（2018年）

2015年
- 不起眼女主角培育法系列（冴えない彼女の育てかた）
  - 不起眼女主角培育法
  - 不起眼女主角培育法♭（2017年）
- 偶像大師 灰姑娘女孩（アイドルマスター シンデレラガールズ）[註 2]
- 雙槍激鬥（ガンスリンガー ストラトス）
- 魔法少女奈葉ViVid（魔法少女リリカルなのはViVid）
- 電波教師
- GATE 奇幻自衛隊系列（GATE 自衛隊 彼の地にて、斯く戦えり）
  - 第1期
  - 第2期（2016年）
- 全部成為F（すべてがFになる）
- 學戰都市Asterisk系列（学戦都市アスタリスク）
  - 第1期
  - 第2期

2016年－
| 中文名稱                                                 | 日文名稱                       | 播出時間               | 導演               | 原作類別   | 備註                                                                                        |
| 2016年                                                   | 2016年                         | 2016年                 | 2016年             | 2016年     | 2016年                                                                                      |
| -------------------------------------------------------- | ------------------------------ | ---------------------- | ------------------ | ---------- | ------------------------------------------------------------------------------------------- |
| 只有我不存在的城市                                       |                                | 1月7日－3月24日        | 伊藤智彥           | 漫畫       |                                                                                             |
| 灰與幻想的格林姆迦爾                                     |                                | 1月10日－3月27日       | 中村亮介           | 輕小說     |                                                                                             |
| 逆轉裁判 〜對這個「真實」，有異議！〜                    |                                | 4月2日－9月24日        | 渡邊步             | 遊戲       |                                                                                             |
| Qualidea Code                                            |                                | 7月9日－9月24日        | 川村賢一           | 輕小說     |                                                                                             |
| 七大罪 聖戰的預兆                                        |                                | 8月28日－9月18日       | 岡村天齋           | 漫畫       | 特別篇                                                                                      |
| WWW.WORKING!!                                            | WWW.WORKING!!                  | 10月1日－12月24日      | 鎌倉由實           | 漫畫       |                                                                                             |
| 超自然9人組                                              |                                | 10月9日－12月25日      | 石黑恭平           | 輕小說     |                                                                                             |
| 2017年                                                   |                                |                        |                    |            |                                                                                             |
| 亞人醬有話要說                                           |                                | 1月7日－3月25日        | 安藤良             | 漫畫       |                                                                                             |
| 青之祓魔師 京都不淨王篇                                  |                                | 1月7日－3月25日        | 初見浩一           | 漫畫       |                                                                                             |
| 碧藍幻想 The Animation                                   |                                | 4月1日－6月24日        | 伊藤祐毅           | 遊戲       | 原定2017年1月播放                                                                           |
| 情色漫畫老師                                             |                                | 4月8日－6月25日        | 竹下良平           | 輕小說     |                                                                                             |
| 不起眼女主角培育法♭                                      |                                | 4月13日－6月22日       | 龜井幹太           | 輕小說     | 第2期                                                                                       |
| Fate/Apocrypha                                           | Fate/Apocrypha                 | 7月1日－12月30日       | 淺井義之           | 輕小說     |                                                                                             |
| 偶像大師SideM                                            |                                | 10月6日－12月29日      | 原田孝宏、黑木美幸 | 遊戲       |                                                                                             |
| 調教咖啡廳                                               |                                | 10月7日－12月23日      | 益山亮司           | 漫畫       |                                                                                             |
| 2018年                                                   |                                |                        |                    |            |                                                                                             |
| 皇帝聖印戰記                                             |                                | 1月5日－6月22日        | 畠山守             | 輕小說     |                                                                                             |
| Slow Start                                               |                                | 1月7日－3月25日        | 橋本裕之           | 漫畫       | 製作工作室：高圓寺工作室（CloverWorks）                                                     |
| 七大罪 戒律的復活                                        |                                | 1月13日－6月30日       | 古田丈司           | 漫畫       | 第2期                                                                                       |
| DARLING in the FRANXX                                    | ダーリン・イン・ザ・フランキス | 1月13日－7月7日        | 錦織敦史           | 原創       | 與TRIGGER共同製作 製作工作室：高圓寺工作室 → CloverWorks                                    |
| 阿宅的戀愛太難                                           |                                | 4月12日－6月21日       | 平池芳正           | 漫畫       |                                                                                             |
| 刀劍神域 Alicization                                     |                                | 10月6日－2019年3月23日 | 小野學             | 輕小說     | 第3期第1部                                                                                  |
| FAIRY TAIL 最終季                                        |                                | 10月7日－2019年9月29日 | 石平信司           | 漫畫       | 與BRIDGE、CloverWorks共同製作 第3期                                                         |
| 2019年                                                   |                                |                        |                    |            |                                                                                             |
| 輝夜姬想讓人告白～天才們的戀愛頭腦戰～                   |                                | 1月12日－3月30日       | 畠山守             | 漫畫       |                                                                                             |
| 刀劍神域 Alicization War of Underworld                   |                                | 10月13日－12月29日     | 小野學             | 輕小說     | 第3期第2部                                                                                  |
| 2020年                                                   |                                |                        |                    |            |                                                                                             |
| 22/7                                                     |                                | 1月11日－3月28日       | 阿保孝雄           | 多媒体企划 |                                                                                             |
| 輝夜姬想讓人告白？～天才們的戀愛頭腦戰～                 |                                | 4月11日－6月27日       | 畠山守             | 漫畫       | 第2期                                                                                       |
| 刀劍神域 Alicization War of Underworld -THE LAST SEASON- |                                | 7月11日－9月20日       | 小野學             | 輕小說     | 第3期第3部                                                                                  |
| 催眠麦克风 Rhyme Anima                                   |                                | 10月2日－12月25日      | 小野勝巳           | 多媒体企划 | 第1期                                                                                       |
| 战翼的希格德莉法                                         |                                | 10月3日－12月26日      | 徳田大貴           | 原創       | 长月达平 担任系列构成、脚本                                                                 |
| 2021年                                                   |                                |                        |                    |            |                                                                                             |
| 86－不存在的戰區－                                       |                                | 4月10日－2022年3月19日 | 石井俊匡           | 輕小說     |                                                                                             |
| Visual Prison                                            |                                | 10月－12月             | 古田丈司、田中智也 | 原創       |                                                                                             |
| 2022年                                                   |                                |                        |                    |            |                                                                                             |
| 輝夜姬想讓人告白-超級浪漫-                               |                                | 4月8日－6月24日        | 畠山守             | 漫畫       | 第3期                                                                                       |
| Lycoris Recoil 莉可麗絲                                  |                                | 7月2日－9月24日        | 足立慎吾           | 原創       |                                                                                             |
| 契約之吻                                                 |                                | 7月2日－9月24日        | 田中智也           | 原創       |                                                                                             |
| 2023年                                                   |                                |                        |                    |            |                                                                                             |
| 尼爾：自動人形 Ver1.1a                                   |                                | 1月7日－7月23日        | 益山亮司           | 遊戲       | 因製作問題，動畫第9話至第12話延期至7月播出                                                  |
| 肌肉魔法使-MASHLE-                                       |                                | 4月7日－7月1日         | 田中智也           | 漫畫       |                                                                                             |
| Fate/strange Fake -Whispers of Dawn-                     |                                | 7月2日                 | 榎戶駿、坂詰嵩仁   | 小說       | 原本預定於“Fate Project 大晦日 電視特別節目”中播出的動畫，目前因製作問題，動畫延期至7月播出 |
| 催眠麦克风 Rhyme Anima+                                  |                                | 10月7日－12月30日      | 小野勝巳           | 多媒体企划 | 第2期                                                                                       |
| 我的新上司是天然呆                                       |                                | 10月7日—12月23日       | 阿部記之           | 漫畫       |                                                                                             |
| 2024年                                                   |                                |                        |                    |            |                                                                                             |
| 我獨自升級                                               |                                | 1月6日－3月31日        | 中重俊祐           | 漫畫       |                                                                                             |
| 肌肉魔法使-MASHLE- 神覺者候補選拔試驗篇                  |                                | 1月6日－3月30日        | 田中智也           | 漫畫       | 第2期                                                                                       |
| 敗北女角太多了！                                         |                                | 7月14日－9月29日       | 北村翔太郎         | 輕小說     |                                                                                             |
| 尼爾：自動人形 Ver1.1a第二季                             |                                | 7月5日－9月27日        | 益山亮司           | 遊戲       | 第2期                                                                                       |
| 刀劍神域外傳 Gun Gale Online第二季                       |                                | 10月－12月             | 迫井政行           | 輕小說     | 第2期                                                                                       |
| 2025年                                                   |                                |                        |                    |            |                                                                                             |
| 我獨自升級Season 2 -Arise from the shadow-               |                                | 1月－3月               | 中重俊祐           | 漫畫       | 第2期                                                                                       |

### OVA
- On the Way to a Smile EPISODE DENZEL FINAL FANTASY VII（與BeStack共同製作，2009年）
- となりの801ちゃんR（日语：となりの801ちゃん）（2009年）－片頭動畫。
- 戰場女武神3（戦場のヴァルキュリア3 誰がための銃瘡）（2011年）
- 聖哥傳（聖☆おにいさん）（2012年－2013年）
- 刀劍神域 Extra Edition（ソードアート・オンライン Extra Edition）（2013年）
- 黑執事 Book of Murder（2015年）
- FAIRY TAIL 妖精們的懲罰遊戲（OAD7）（2016年）
- 亞人醬有話要說（2017年）
- 輝夜姬想讓人告白？～天才們的戀愛頭腦戰～（2021年）

### 電影動畫（劇場版）
- 歡迎來到宇宙劇場（宇宙ショーへようこそ）（2010年）
- 青之驅魔師 ―劇場版―（青の祓魔師 ―劇場版―）（2012年）
- 聖☆哥傳（聖☆おにいさん）（2013年）
- 劇場版 我們仍未知道那天所看見的花的名字。（劇場版 あの日見た花の名前を僕達はまだ知らない。）（2013年）
- 偶像大師 劇場版 前往光輝的另一端！（THE IDOLM@STER MOVIE 輝きの向こう側へ!）（2014年）
- 宇宙兄弟#0（2014年）
- 一年級大個子二年級小個子（日语：大きい1年生と小さな2年生）（2014年）－動畫未來2014年參加作品。
- 《PERSONA3系列》
  - 《PERSONA3 THE MOVIE #2 Midsummer Knight's Dream》（2014年）
  - 《PERSONA3 THE MOVIE #3 Falling Down》（2015年）
  - 《PERSONA3 THE MOVIE #4 Winter of Rebirth》（2016年）
- 好想大聲說出心底的話。（心が叫びたがってるんだ。）（2015年）
- 同級生（2016年）
- 玻璃花與毀壞的世界（ガラスの花と壊す世界）（2016年）
- 劇場版 黑執事 Book of the Atlanctc（劇場版 黒執事 Book of the Atlanctc）（2017年）
- 刀劍神域劇場版：序列爭戰（劇場版 ソードアート・オンライン -オーディナル・スケール-）（2017年）
- 劇場版 FAIRY TAIL -DRAGON CRY-（劇場版 FAIRY TAIL -DRAGON CRY-）（2017年）
- 劇場版 七大罪 天空的囚徒（劇場版 七つの大罪 天空の囚われ人）（2018年）
- 歌之王子殿下 真愛王國（劇場版 うたの☆プリンスさまっ♪ マジLOVEキングダム）（2019年）
- 劇場版 高校艦隊（劇場版 ハイスクール・フリート）（2020年）
- 交錯的想念（思い、思われ、ふり、ふられ）（2020年）
- 刀劍神域劇場版 -Progressive- 無星夜的詠嘆調（劇場版 ソードアート・オンライン -プログレッシブ- 星なき夜のアリア）（2021年）
- 刀劍神域劇場版 -Progressive- 陰沉薄暮的詼諧曲（劇場版 ソードアート・オンライン -プログレッシブ- 冥き夕闇のスケルツォ）（2022年）
- 鏡之孤城（かがみの孤城）（2022年）
- 鋼鐵之翼（アイゼンフリューゲル）（時期未定）

### 遊戲動畫
- 王牌投手 振臂高揮 或許能成為真正的王牌 （おおきく振りかぶって ホントのエースになれるかも）（任天堂DS，2007年）－動畫、CG製作。
- 末世巡禮 ～再見了月之廢墟～（FRAGILE 〜さよなら月の廃墟〜）（任天堂Wii，2009年）－OP動畫影片的分鏡、演出。
- 黑執事 Phantom & Ghost（任天堂DS，2009年） - 遊戲片封套。
- 青之驅魔師 幻刻的迷宮（青の祓魔師 幻刻の迷宮）（PSP，2012年）－OP、ED動畫影片製作。
- 世界傳奇 骰子冒險（テイルズ オブ ザ ワールド ダイスアドベンチャー）（網頁遊戲，2012年）－昇級影像動畫。
- 偶像大師 閃耀祭典（THE IDOLM@STER SHINY FESTA）（PSP，2012年） - 3套新作動畫包裝封套。
- 偶像大師 百萬人演唱會！（アイドルマスター ミリオンライブ!）（社交網路遊戲，2013年）－偶像角色們的卡片插圖。
- （2015年夏季）－擔任原作及製作。
- Final Fantasy XV（PS4、Xbox One，2016年）－網路動畫製作。
- 逆轉裁判6（任天堂3DS，2016年）－動畫製作。
- 刀劍神域Alicization Rising Steel(萬代南夢宮娛樂,2019年)－動畫、CG製作、OP動畫影片製作
- 刀劍神域Unleash Blading(萬代南夢宮娛樂,2021年)－動畫、CG製作、OP動畫影片製作
- 原神 (米哈游,2020年) 角色展示-「絲柯克：寰墟之嘆」-2D動畫部分。

### 其他
- NAMISUKE（日语：なみすけ）（2007年）
- 高嶺的單車（タカネの自転車）（2008年）－第六回Animax大賞得獎作品。
- けものおと（日语：明坂聡美の「明けテレ」）（2011年）
- Sunday廣告劇場「電波教師」（2012年 - 2013年）
- （2014年）
- Shelter (避難所) (Porter ‧ Robinson歌曲) （2016年）

## 爭議
2010年10月，社內一名28歲的男性員工自殺，2014年4月11日透過日本新宿勞动基準監督署和醫院的病歷表記載的認定，原因是「一個月的工作時間高達600個小時，平均一天工作20個小時」。經過了這次的事件之後，A-1 Pictures於『黑心企業大賞』奪得2014業界賞。

## 關連人物
- 山本寛
- 植田益朗

### 動畫師/演出家
- 赤井俊文（插畫作家時以堀口神・白身魚名義活動）
- 高雄統子